# Gopegui
Gopegui (en euskera y oficialmente Gopegi) es un concejo del municipio de Cigoitia, en la provincia de Álava, España.

## Historia
Hacia mediados del siglo XIX, el lugar, ya por entonces perteneciente a Cigoitia, tenía contabilizada una población de 131 habitantes. Aparece descrito en el octavo volumen del Diccionario geográfico-estadístico-histórico de España y sus posesiones de Ultramar de Pascual Madoz con las siguientes palabras:

GOPEGUI: l. del ayunt. de Cigoitia, en la prov. de Alava, part. jud. de Vitoria (2 1/2 horas), c. g. de las Provincias Vascongadas, aud. terr. de Burgos, dióc. de Calahorra (21 leg.): está sit. en la mejor planicie que tiene la municipalidad, al S. y falda del monte Gorbea; clima frio y bastante saludable. Cuenta 25 casas, igl. parr. (La Asuncion de Ntra. Sra.), servida por 2 beneficiados; una ermita dedicada á San Roque, y un paseo con arbolado de robles. El térm. confina N. Larrinoa; E. Berricano; S. Cestafe y Eribe, y O. Ondategui; hay una fuente de buenas aguas. El terreno es de buena calidad; le bañan dos riach. cruzados por 3 puentes: el monte Corbeo es comun por esta parte á los 17 l. del ayunt. Los caminos locales: el correo se recibe de Vitoria. prod.: trigo, cebada, mistos y demas frutos que los otros l. de la municipalidad; cria ganado vacuno, caballar de poca alza pero muy duro y fino, lanar y cabrio; hay caza de perdices, liebres, palomas torcaces, lobos y corzos, y pesca de truchas y zarbos. pobl.: 24 vec., 131 alm. contr. con su ayunt. (V.)
(Madoz, 1847, pp. 445-446)

En 2022, tenía empadronados 271 habitantes.

## Demografía
| Gráfica de evolución demográfica de Gopegui entre 2000 y 2021 |
|                                                               |
| Población de derecho según los censos de población del INE.   |

## Patrimonio
Hay en el concejo una iglesia de la Asunción de Nuestra Señora y una ermita de San Roque.